# Стефан II Неманич

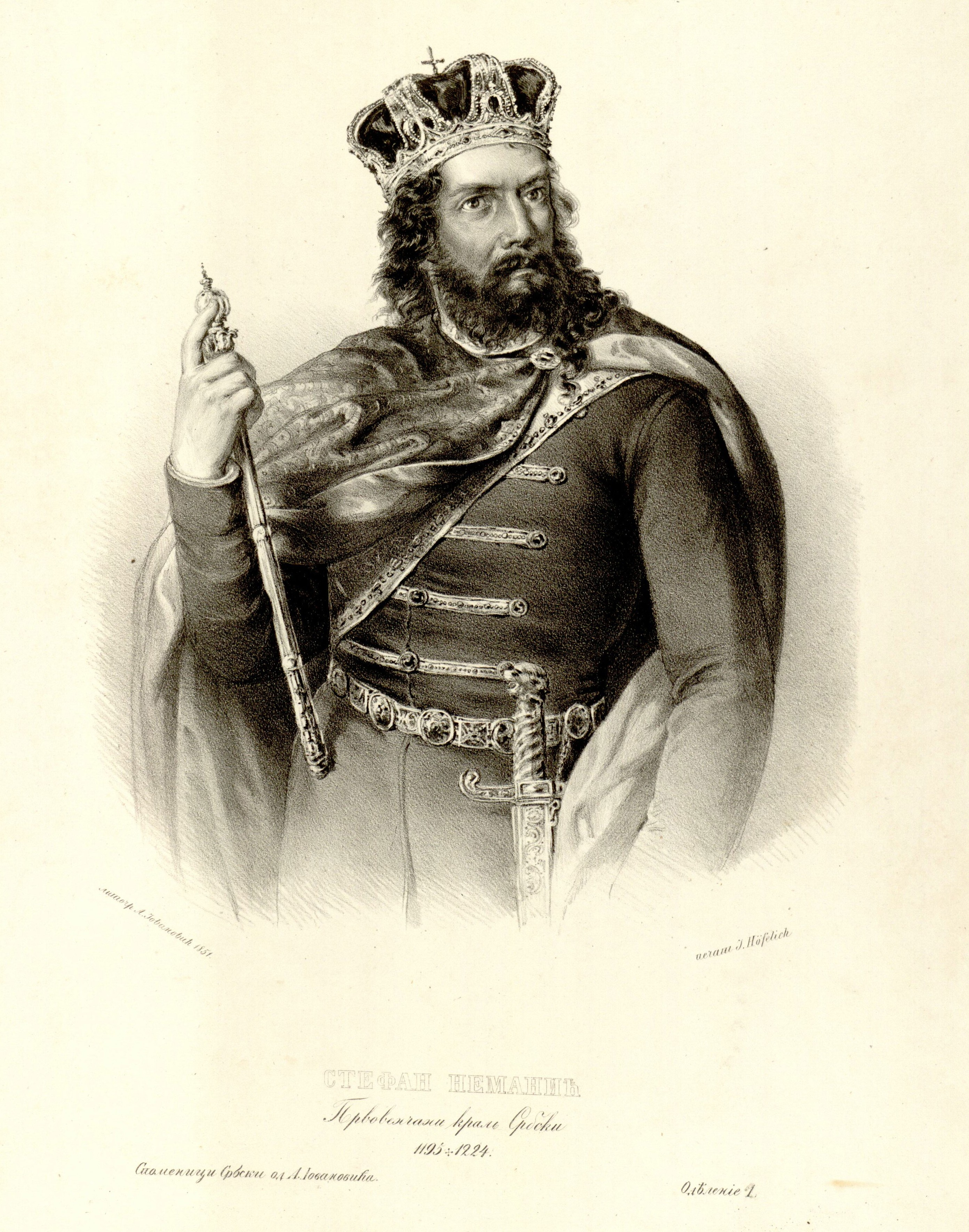
Стефан II Неманич

Стефан II (бл. 1165-1228) — великий жупан Рашки (Сербії) з 1196 до 1202, 1203-1217, 1-й король Сербії — з 1217 до 1228 року. Походив з династії Неманичів.

## Життєпис

### Великий жупан
Народився у родині Стефана Немані, після смерті якого став великим жупаном Рашки. Із самого початку Стефан Неманич спрямував свої дії на остаточне звільнення сербських земель від панування Візантійської імперії. Так, він відіслав назад свою дружину, доньку імператора Олексія III Ангела. Далі, в пошуках підтвердження своєї незалежності, звернувся до папи римського Інокентія III.
Проте цим планам зашкодив Імре, король Угорщини (1196—1204), який бажав встановити свій протекторат над територією Балканського півострова. Він змовився з братом Стефана II — Вуканом, який був жупаном Діоклеї. У 1202 році Вукан з допомогою короля Імре став великим жупаном Рашки, а Стефан Неманич змушений був поступитися братові. Проте шляхта й народ повстали проти угорців. До того ж проти Вукана виступив цар Болгарії Калоян. Врешті-решт найстарший брат Стефана й Вукана — Савва примирив братів. У 1203 році Стефан Неманич знову стає великим жупаном.

### Король Сербії
1217 року Стефан II отримав корону з Рима. Відтоді його стали звати Першовінчальним. У 1219 році він коронувався також за візантійським обрядом. З цього моменту походить історія Сербського королівства
Іншою справою Стефана II Неманича стало досягнення незалежності Сербської православної церкви. Справа в тім, що сербський єпископ Раський (у місті Рас була столиця королівства) номінально перебував під зверхністю грецького архієпископа Охридського. Ця зверхність значно посилилася протягом правління батька Стефана. Доки Охрида зберігала політичний нейтралітет, це не мало істотного значення, але після руйнації Візантійської імперії, Охрида належала деспоту Епіру, який був суперником Стефана II. Тому, щоб уникнути небезпеки, король Сербії мусив зробити свою єпископію незалежною. Він вирішив здобути на це дозвіл від візантійського патріарха, який тоді мав осідок у Нікеї і вважався головою православної церкви. Перемовини було доручено вести братові Стефана — Савві. Нікейський імператор Феодор I Ласкаріс вітав союз із сербами проти Епіру, а тому дав дозвіл, і його патріарх Мануїл Сарентен висвятив Савву на першого архієпископа Сербії у 1219 році.

## Родина
1. Дружина — Євдокія. донька Олексія III Ангела, імператора Візантії
Діти:
- Стефан Радослав (1192—1235)
- Стефан Владислав (н/д-1264)
- Предіслав (д/н-1271)
- Комнена

2. Анна Дандоло, онука Енріко Дандоло, дожа Венеції
Діти:
- Стефан Урош